# Свен Юргенсон
Свен Юргенсон (2 квітня 1962, Тарту) — естонський дипломат. Постійний представник Естонії при Організації Об'єднаних Націй (з 2015).

## Життєпис
Народився 2 квітня 1962 року в Тарту. Закінчив Талліннський політехнічний інститут за спеціальністю «обробка інформації».
З 1991 року працює в Міністерстві закордонних справ Естонії. З 1993 по 1995 рік працював у Посольстві Естонії у Відні. Потім був керівником Управління міжнародних організацій та безпеки та заступником начальника політичного департаменту МЗС до 1996 року, а потім до 1998 року генеральним директором політичного департаменту. Водночас він був послом Естонії в Туреччині, з резиденцією у Таллінні.
У 1998—2000 рр. — Постійний представник Естонії при Організації Об'єднаних Націй.
У 2000—2003 рр. — Надзвичайний та Повноважний Посол Естонії в США.
У 2003—2006 рр. — обіймав посаду заступника міністра з політичних питань Міністерства закордонних справ Естонії.
У 2006—2010 рр. — радник президента Естонії із зовнішньої політики.
У 2010—2015 рр. — був Надзвичайним та Повноважним Послом Естонії у Франції.
З 2015 року — Постійний представник Естонії при Організації Об'єднаних Націй. 13 серпня 2015 року він вручив вірчі грамоти Генеральному секретарю ООН Пан Гі Муну.